# Anders Bjørn Drachmann
Anders Bjørn Drachmann, född den 27 februari 1860 i Köpenhamn, död den 22 augusti 1935 i Bagsværd, var en dansk språkforskare, son till Anders Georg Drachmann, bror till Holger Drachmann och Erna Juel-Hansen.
Drachmann blev student 1877, tog 1884 skolämbetsexamen, sökte 1887 professuren i latin vid universitetet i Kristiania, men förbigicks vid utnämningen, trots att han av de sakkunniga satts i första rummet, vilket framkallade en skarp protest från danska vetenskapsmän.
1892 blev han docent och utnämndes 1905 till extra ordinarie professor i klassisk filologi i Köpenhamn. Bland hans arbeten märks Catuls digtning i forhold til den tidligere græske og latinske litteratur (1887), Guderne hos Vergil (samma år) och Moderne Pindarfortolkning (1891) samt tidskriftsuppsatser.

## Utmärkelser
- Dannebrogsmännens hederstecken,  1922[4]
- Kommendör av första graden av Dannebrogorden,  1933[4]

[Redigera Wikidata]